# Mỹ Lương, Cái Bè
Mỹ Lương là một xã thuộc huyện Cái Bè, tỉnh Tiền Giang, Việt Nam.
Xã có diện tích 14,06 km², dân số năm 1999 là 11948 người, mật độ dân số đạt 850 người/km².

## Di tích
- Đình Mỹ Lương ở ấp Lương Nhơn, nằm ở đường Bắc sông Cái Cối bên bờ sông Cái Cối; là một "di tích kiến trúc nghệ thuật" cấp quốc gia Việt Nam. Đình có nhiều hoa văn trang trí tinh tế, công phu.

## Kinh tế
Người dân trong xã sống chủ yếu bằng nông nghiệp, canh tác cây ăn trái, chủ yếu là mận, với giống mận An Phước có diện tích lớn. Ngoài ra còn trồng ổi, nhãn, vú sữa.

## Thư viện ảnh

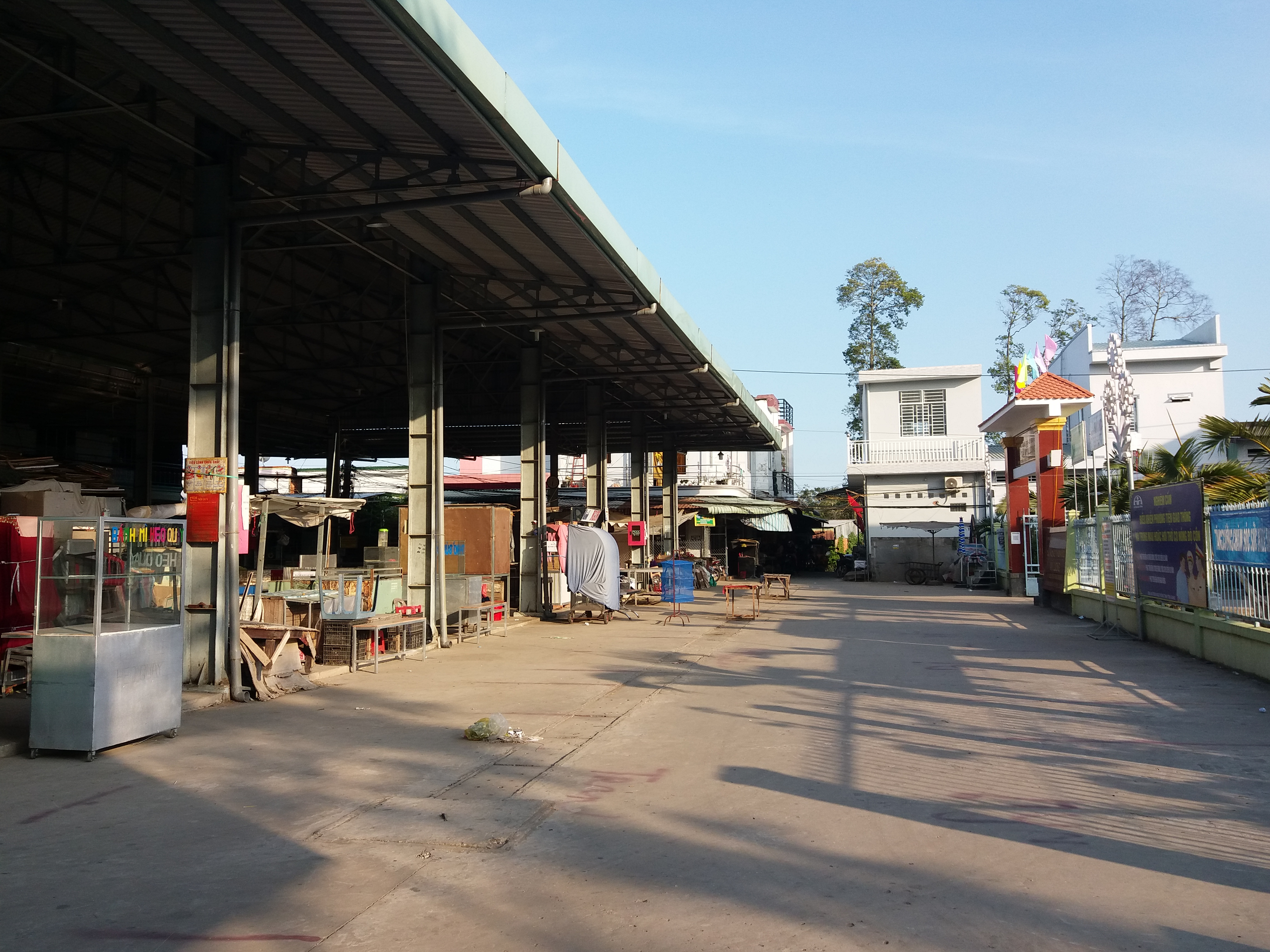
Khu vực chợ xã.
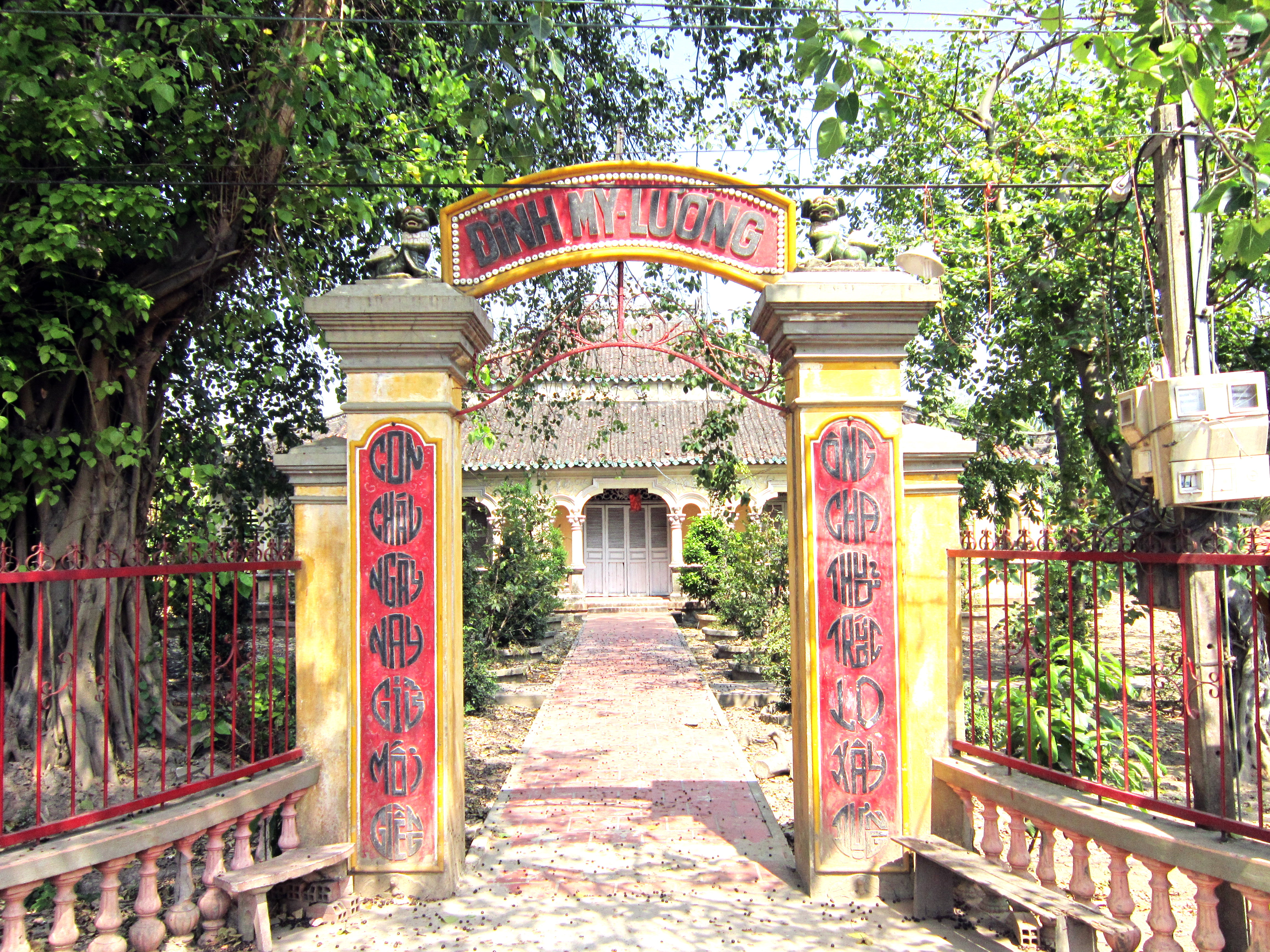
Đình Mỹ Lương
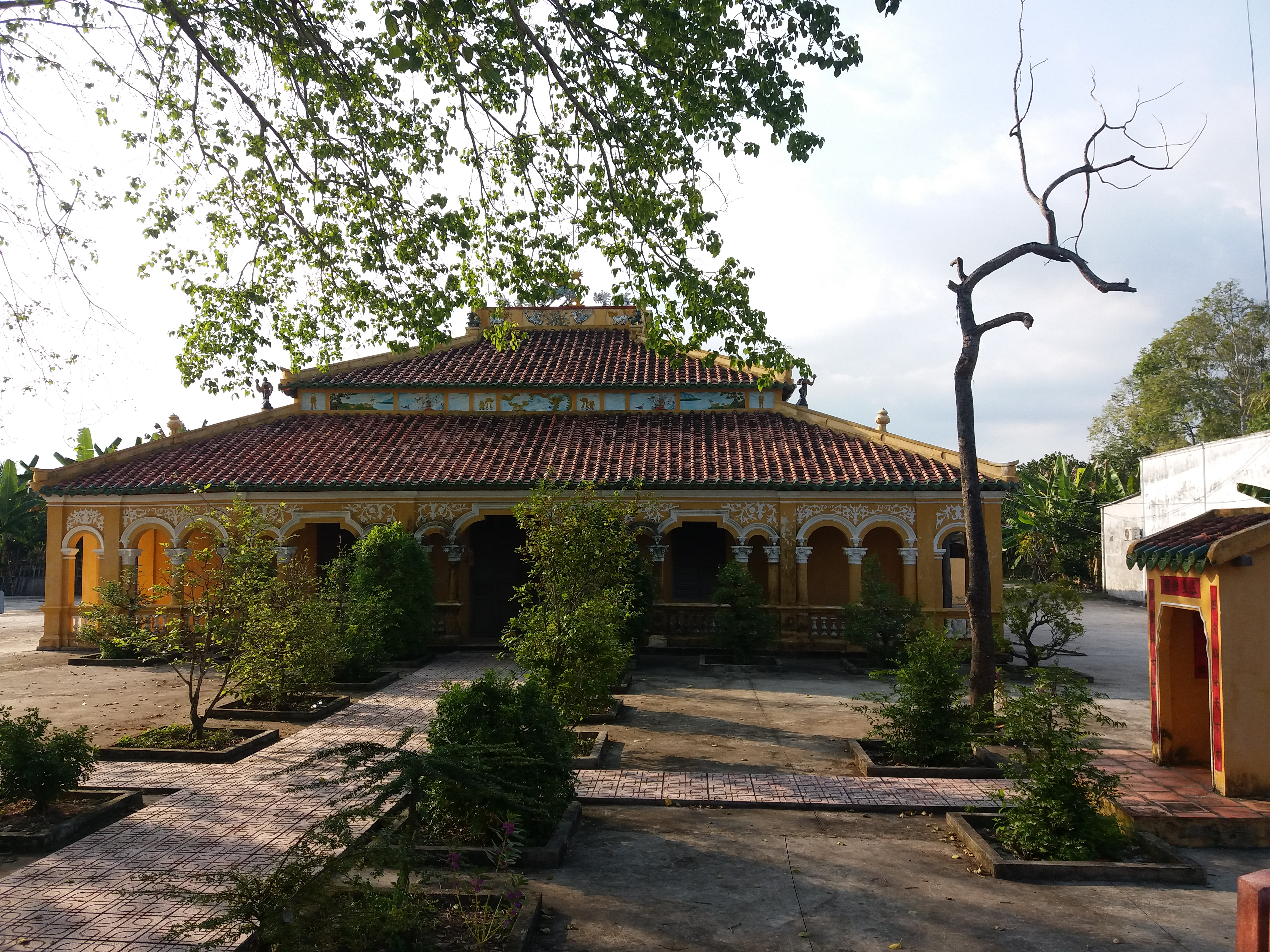
đình Mỹ Lương.
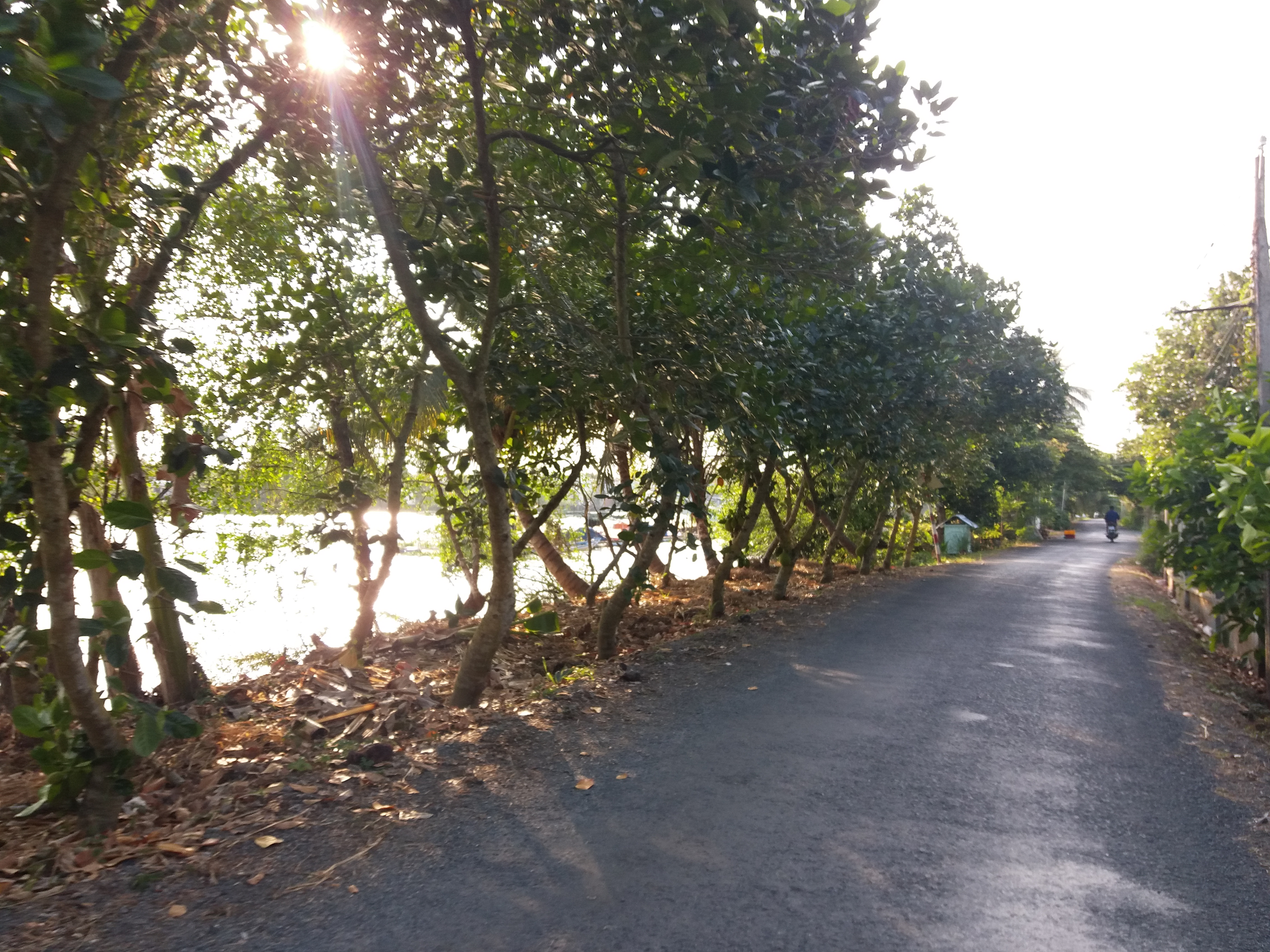
con đường dọc sông Cái Cối.
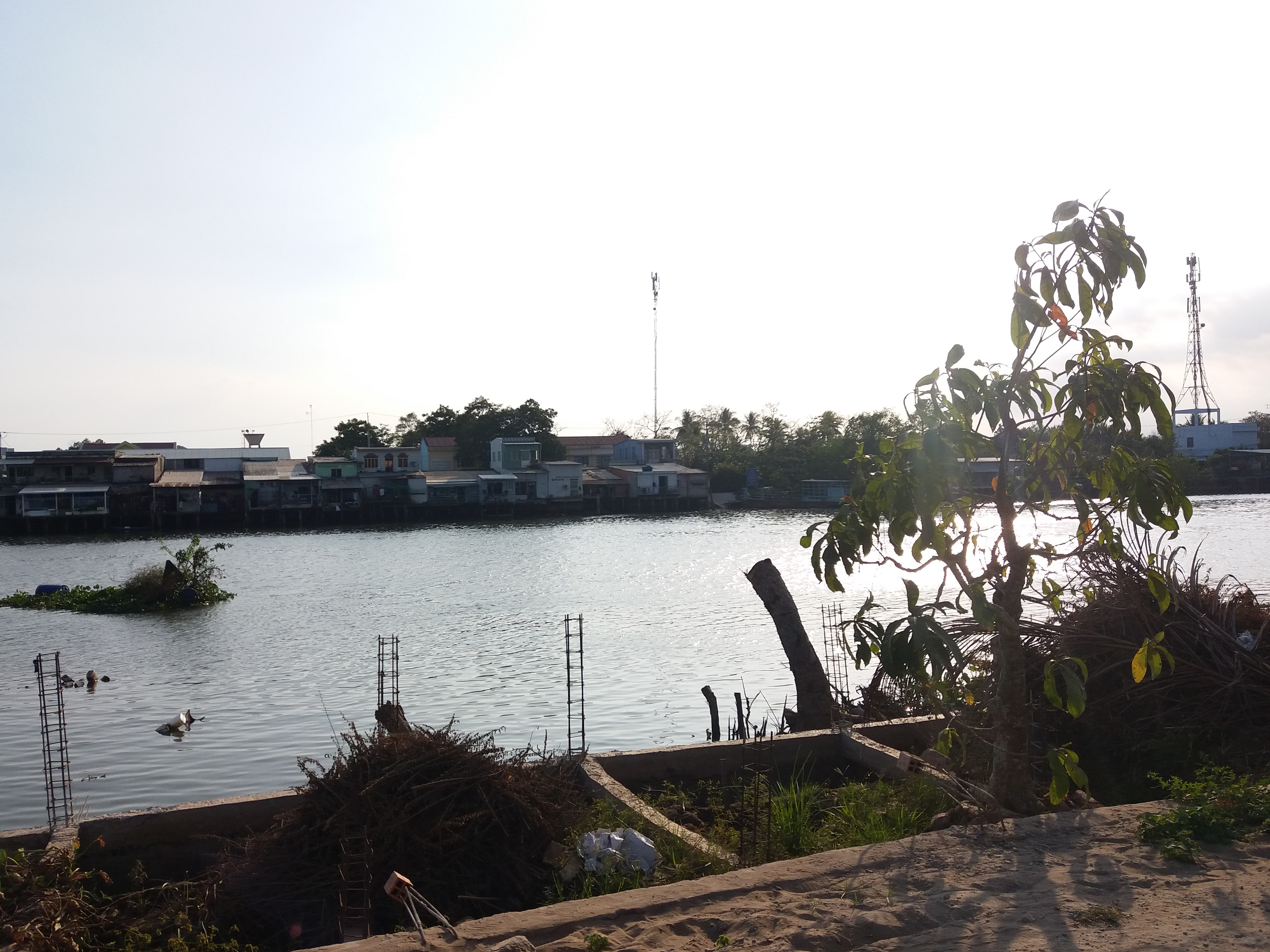
sông Cái Cối.
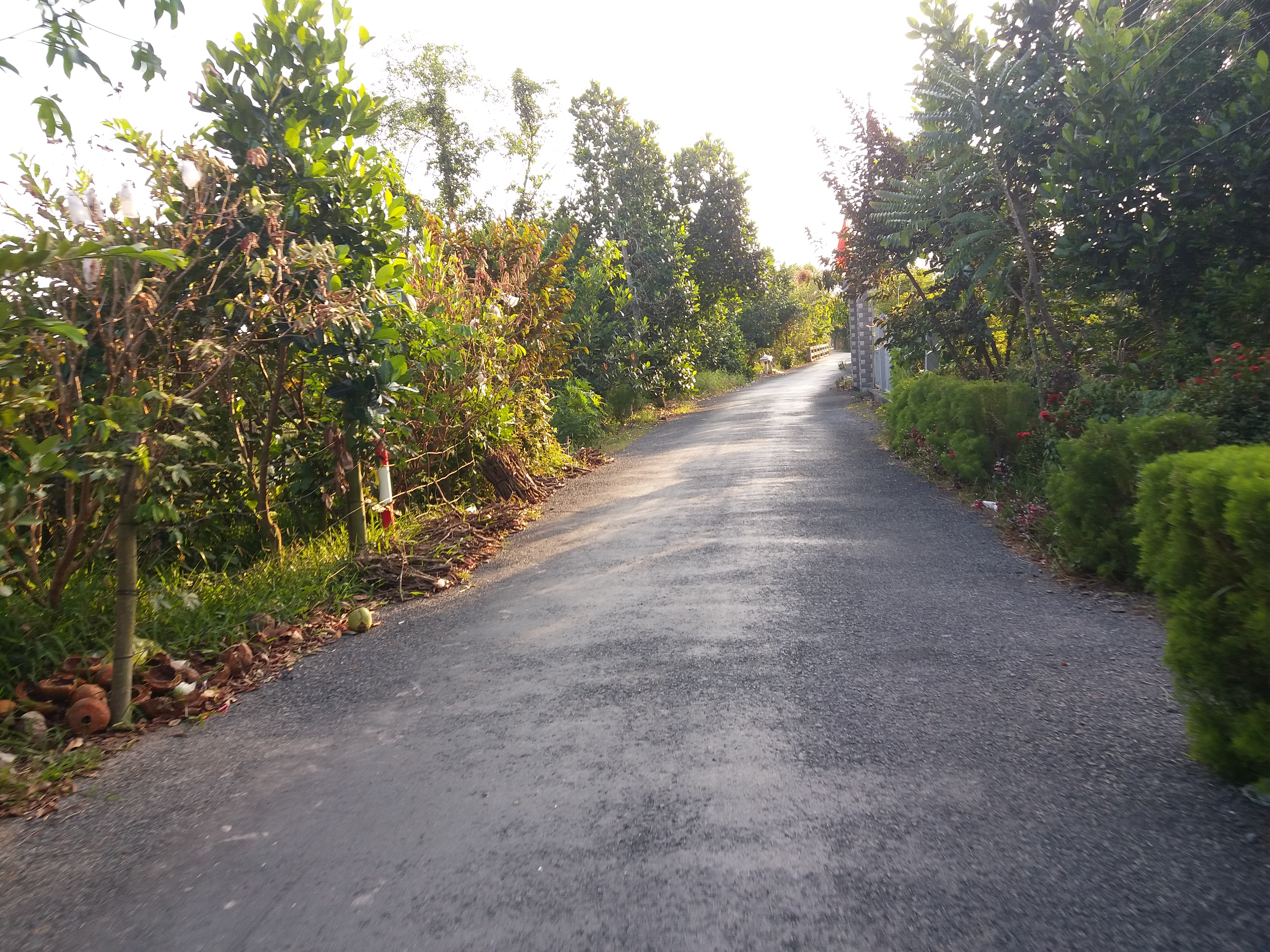
Đường nông thôn xã Mỹ Lương.